# Emanuel Krajina (1915)
Emanuel Krajina, skautskou přezdívkou Eman (2. června 1915, Třebíč, Stařečka – 23. února 1941, Cranwell) byl český válečný pilot, příslušník RAF a oběť druhé světové války. Mluvil německy a francouzsky.

## Biografie
Narodil se v Třebíči, jeho otcem byl ředitel měšťanské školy Emanuel Krajina, který byl popraven v Kounicových kolejích v roce 1942. Studoval na třebíčském gymnáziu osmiletý obor, odmaturoval v roce 1934.
V červenci roku 1934 nastoupil do armády k jezdectvu, v září 1935 absolvoval vojenskou akademii v Hranicích, kde již nastoupil v druhém ročníku k letectvu. Od srpna 1937 nastoupil na výcvik k leteckému praporu a od dubna 1938 byl pilotem 43. letky leteckého praporu 4. V květnu roku 1939 odešel přes polskou Gdyni do Velké Británie a následně do Francie, v srpnu téhož roku nastoupil do cizinecké legie v Alžírsku. V září téhož roku nastoupil do francouzského koloniálního letectva a byl přeškolen v Tunisu. Od ledna 1940 se stal součástí jednotky v Sýrii, v srpnu téhož roku do Palestiny a následně se přes Suez dostal do Velké Británie, kde 6. listopadu 1940 nastoupil do RAF. Od prosince téhož roku se stal pilotem 1. SS, následně sloužil jako instruktor signální školy v Cardiffu. V únoru 1941 zemřel při autonehodě ve Fordu 8. Byl pohřben na hřbitově v St. Andrews ve Velké Británii, na starém hřbitově v Třebíči je umístěn jeho kenotaf.
Po smrti získal Československý válečný kříž 1939, Československou vojenskou pamětní medaili 1943 a Junácký kříž. po rehabilitaci byl povýšen na hodnost plukovníka.
Je uveden na pamětní desce obětí z řad Sokola na Divadle Pasáž na Masarykově náměstí v Třebíči a na pamětní desce letců RAF v Třebíči na Karlově náměstí. Byl členem sokolské obce v Třebíči. Byl členem skautů. Jeho osud byl sepsán v knize Evy Pokorné, která byla vydána v roce 2016.